# Волдинське
Волди́нське (рос. Волдынское) — присілок у складі Дмитровського міського округу Московської області, Росія.

## Населення
Населення — 84 особи (2010; 96 у 2002).
Національний склад (станом на 2002 рік):
- росіяни — 94 %

## Пам'ятки історії
У присілку знаходиться братська могила радянських воїнів які загинули у 1941 році. Є пам'ятником історії місцевого значення.